# LOVE (오오츠카 아이)
LOVE(러브, 일본어: ラブ 라부[*])는 일본의 싱어송라이터 오오츠카 아이가 디자인한 토끼 캐릭터이다.

## 디스코그래피

### 싱글
- LOVE의 테마 (2007년 4월 11일 발매)
- White choco (2007년 11월 21일 발매)

### 미니 앨범
- LOVE.IT (2009년 11월 18일 발매)